# VIS Ehosi
VIS Ehosi, rani je rock sastav iz Zagreba, nastao ujedinjenjem dua Kosturi (Žarko Siročić i Davor Futivić) i braće Sabolović, uz angažman novog člana bubnjara Ranka Balena.
Po odlasku Žarka Siročića iz grupe u sastav Zlatni akordi, grupa je za pjevača angažirala studenta elektrotehnničkog fakulteta iz Zanzibara Idia Segumbu.
Repertoar grupe bio je sastavljen od hitova popularnih engleskih grupa iz tog vremena poput; Manfred Manna, Rolling Stonesa i zvijezde rocka Chuck Berrya.
Sastav Ehosi imao je svoj prvi zapaženi nastup u Dramskom kazalištu (današnjem kazalištu Gavella), nakon toga dobili su angažman u tada vrlo popularnom zagrebačkom plesnjaku Brešća (Dom Grafičara).
Sastav je 1966. prestao djelovati, jer su neki članovi izgubili volju za sviranjem, a dva člana, Vojko Sabolović i Ranko Balen krenuli su u nove glazbene vode s Grupom 220.